# Ignacio González Calzada
Blahoslavený Ignacio González Calzada, řeholním jménem Rogaciano (31. července 1885, Terrazos de Bureba – 24. července 1936, Madrid), byl španělský římskokatolický řeholník Kongregace školských bratří a mučedník.

## Život
Narodil se 31. července 1885 v Terrazos de Bureba v hluboce věřící rodině. Podle vyprávění jeho souseda se prý jako malý chlapec často modlil růženec.
Roku 1902 vstoupil v Bugedu do noviciátu Kongregace školských bratří a přijal jméno Rogaciano. Byl velmi učenlivý, pracovitý a obzvláště pokorný. Když se jeho mladší bratr rozhodl vstoupit do kongregace, Rogaciano měl velkou radost. Sám byl poslán do Jerez de la Frontera, kde pracoval v kuchyni. Už jako mladý trpěl revmatismem, ale když se pokoušel vyjít schody, z pokory nikdy nežádal o pomoc spolubratry. Jakmile mohl, utekl, aby se na okamžik ponořil do modlitby před Nejsvětější svátostí. Později byl poslán do Madridu.
Když v červenci 1936 vypukla Španělská občanská válka, jeho řeholní kongregace byla předmětem prvních útoků revolucionářů. Dne 24. července 1936 byl revolucionáři zatčen a téhož dne zastřelen.

## Proces blahořečení
Po roce 1990 byl v arcidiecézi Madrid zahájen jeho beatifikační proces spolu s dalšími 24 mučedníky Kongregace školských bratří a Řádu karmelitánů. Dne 19. prosince 2011 uznal papež Benedikt XVI. mučednictví této skupiny řeholníků. Blahořečeni byli 13. října 2013 ve skupině 522 mučedníků Španělské občanské války.